# Kategoria Superiore 2006-2007
La Kategoria Superiore 2006-2007 fu la 68ª edizione della massima serie del campionato albanese di calcio disputata tra il 26 agosto 2006 e il 19 maggio 2007 e conclusa con la vittoria del KF Tirana, al suo ventitreesimo titolo.
Capocannoniere del torneo fu Vioresin Sinani (KF Tirana) con 23 reti.

## Formula
Il numero delle squadre partecipanti passò da 10 a 12 e si incontrarono in un turno di andata-ritorno-andata per un totale di 33 partite.
Le ultime due classificate furono retrocesse in Kategoria e Parë.
Le squadre qualificate alle coppe europee furono quattro: la vincente del campionato fu ammessa alla UEFA Champions League 2007-2008, la seconda classificata e la vincente della coppa d'Albania alla Coppa UEFA 2007-2008 più un'ulteriore squadra alla Coppa Intertoto 2007.

## Squadre partecipanti
| Squadra          | Città        | Stadio | Stagione 2005-2006 |
| ---------------- | ------------ | ------ | ------------------ |
| Partizani Tirana | Tirana       |        | 4°                 |
| Tirana           | Tirana       |        | 2°                 |
| Dinamo Tirana    | Tirana       |        | 3°                 |
| Besa Kavajë      | Kavajë       |        | 5°                 |
| Vllaznia         | Scutari      |        | 6°                 |
| Teuta Durrës     | Durazzo      |        | 8°                 |
| KS Kastrioti     | Croia        |        | Kategoria e Parë   |
| Shkumbini        | Peqin        |        | 7°                 |
| KS Elbasani      | Elbasan      |        | Campione d'Albania |
| KS Flamurtari    | Valona       |        | Kategoria e Parë   |
| Luftëtari        | Argirocastro |        | Kategoria e Parë   |
| KS Apolonia Fier | Fier         |        | Kategoria e Parë   |

## Classifica finale
|                    | Pos. | Squadra           | Pt | G  | V  | N  | P  | GF | GS | DR  |
| ------------------ | ---- | ----------------- | -- | -- | -- | -- | -- | -- | -- | --- |
| Albania (bandiera) | 1.   | KF Tirana         | 72 | 33 | 22 | 6  | 5  | 64 | 33 | +31 |
|                    | 2.   | Teuta             | 67 | 33 | 19 | 10 | 4  | 44 | 26 | +18 |
|                    | 3.   | Vllaznia          | 63 | 33 | 18 | 9  | 6  | 46 | 28 | +18 |
|                    | 4.   | Partizani Tirana  | 57 | 33 | 17 | 6  | 10 | 44 | 25 | +19 |
|                    | 5.   | Dinamo Tirana     | 47 | 33 | 14 | 5  | 14 | 41 | 39 | +2  |
|                    | 6.   | Besa Kavajë       | 41 | 33 | 11 | 8  | 14 | 35 | 38 | -3  |
|                    | 7.   | Elbasani          | 40 | 33 | 10 | 10 | 13 | 34 | 39 | -5  |
|                    | 8.   | Kastrioti         | 37 | 33 | 9  | 10 | 14 | 32 | 46 | -14 |
|                    | 9.   | Flamurtari Valona | 34 | 33 | 9  | 7  | 17 | 35 | 41 | -6  |
|                    | 10.  | Shkumbini Peqin   | 34 | 33 | 10 | 4  | 19 | 36 | 53 | -17 |
|                    | 11.  | Luftëtari         | 33 | 33 | 9  | 6  | 18 | 28 | 44 | -16 |
|                    | 12.  | Apolonia Fier     | 26 | 33 | 7  | 5  | 21 | 32 | 59 | -27 |

Legenda:

      Campione d'Albania e ammesso alla UEFA Champions League
      Ammesso alla Coppa UEFA
      Ammesso alla Coppa Intertoto
      Retrocesso in Kategoria e Dytë
Note:

Tre punti a vittoria, uno a pareggio, zero a sconfitta.

## Verdetti
- Campione: KF Tirana
- Qualificata alla UEFA Champions League: KF Tirana
- Qualificata alla Coppa UEFA: Teuta, Besa Kavajë
- Qualificata alla Coppa Intertoto: Vllaznia
- Retrocessa in Kategoria e Dytë: Apolonia Fier, Luftëtari